# 長崎バス大橋営業所

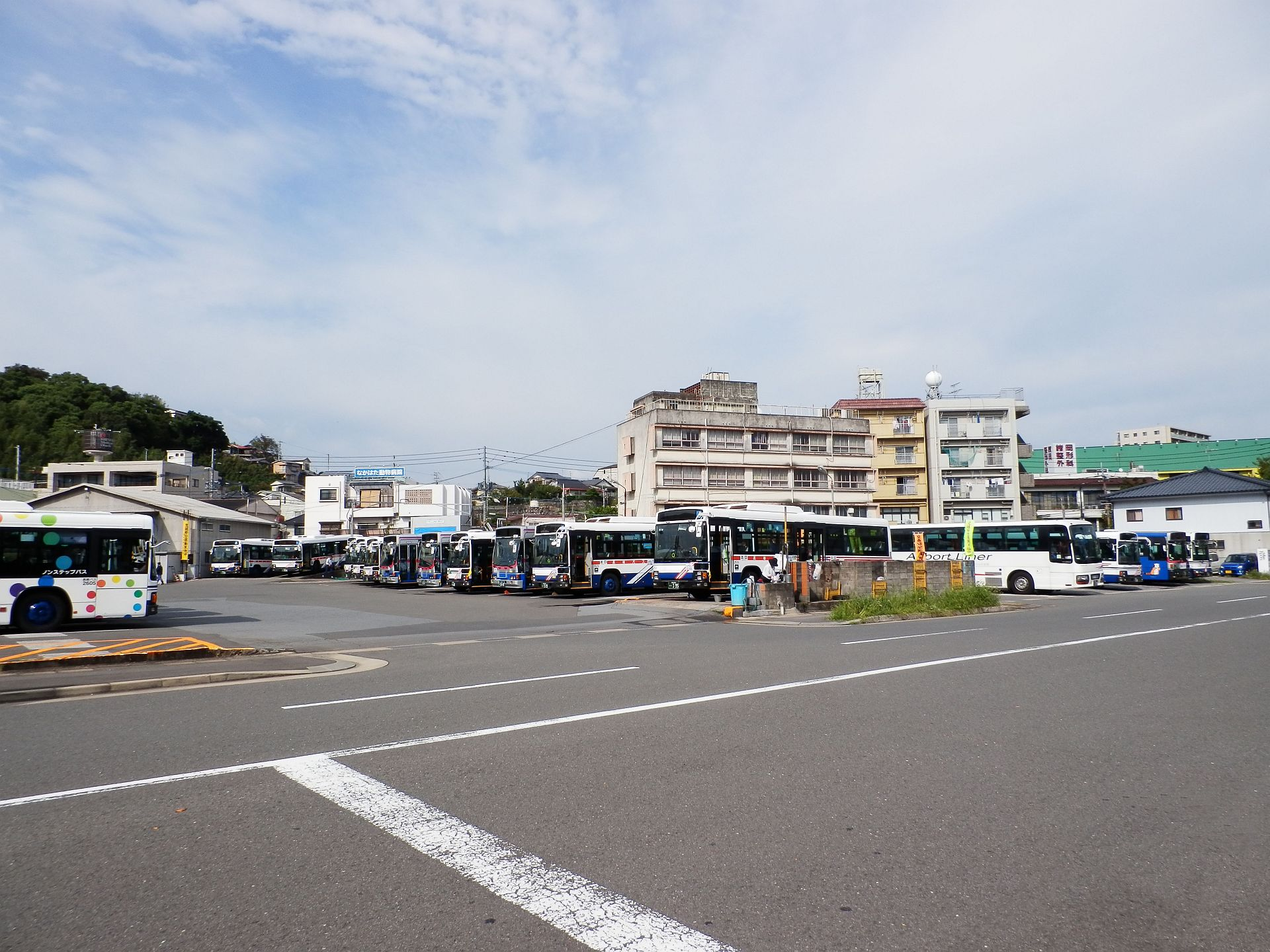
大橋営業所車庫、中央右側の大きな建物に事務所などがある

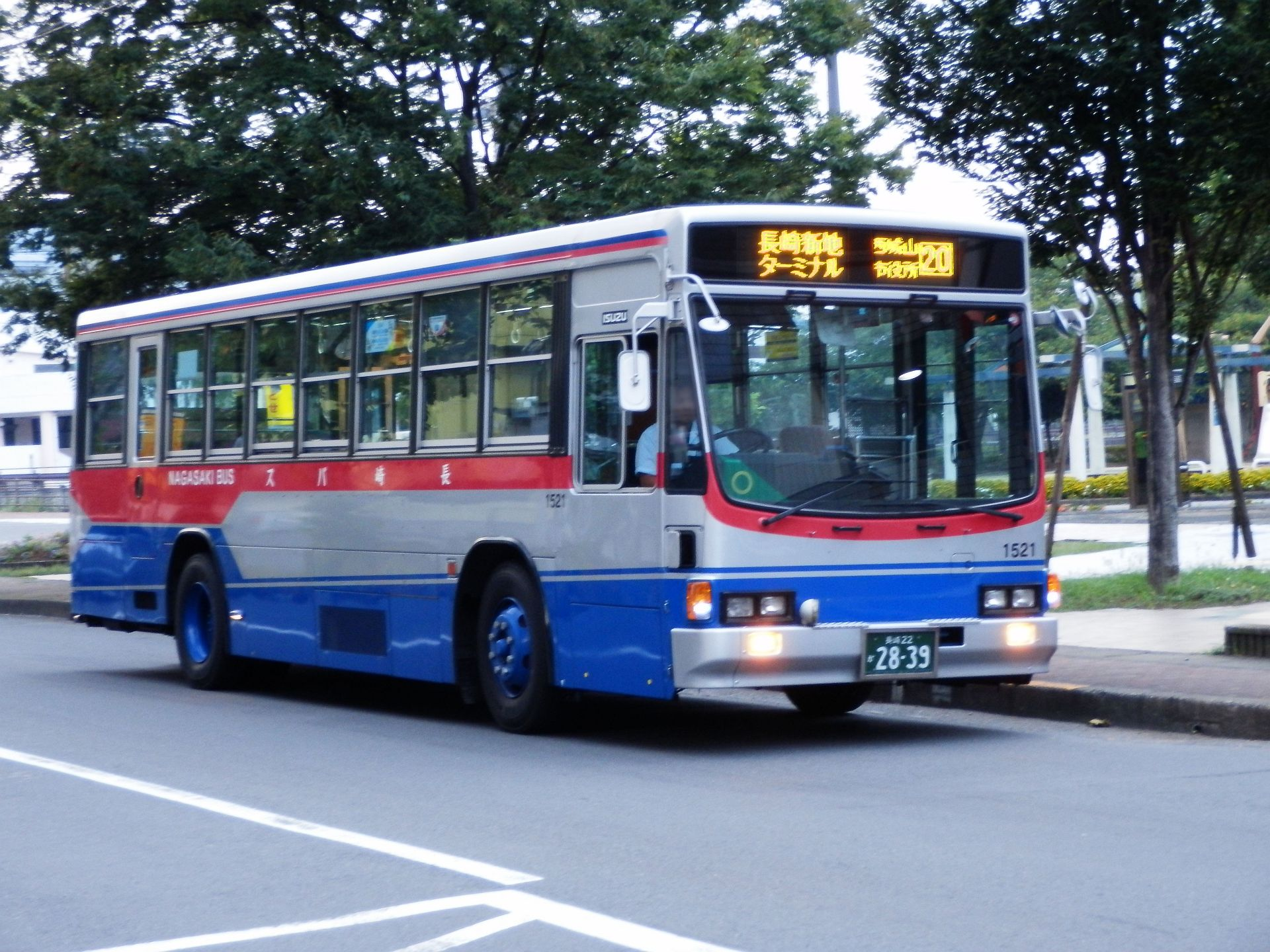
下大橋バス停で始発待機中のバス

長崎バス大橋営業所（ながさきバスおおはしえいぎょうしょ）は、長崎県長崎市油木町2番9号（浦上川に架かる下大橋の近く）にあり、空港連絡バス「エアポートライナー」、長崎市内の短距離一般路線や多くのミニバス路線を担当する長崎自動車（長崎バス）の営業所である。

## 歴史
- 1956年（昭和31年）8月8日 戸町営業所が開設される[1][2]。
- 1959年（昭和34年）9月18日 戸町地区内で営業所を移転[3]。
- 1964年（昭和39年）6月22日 戸町営業所を小ヶ倉営業所に移転[3]。
- 1971年（昭和47年）3月1日 電鉄バスの路線を受け継ぎ運行開始[4]。
- 1971年（昭和47年）8月頃 小ヶ倉営業所を廃止し大橋営業所を開設[4]。

## 概要
元々は長崎半島エリア（南長崎地区）の営業所で、長崎市南部と中心部を結んでいた。その後1971年に電鉄バスから路線の移譲を受けた際、電鉄バス大橋営業所の油木車庫に事業所の機能を移転する形で現在の大橋営業所が開設され、ほぼそのままの形で現在に至る。旧電鉄バス大橋営業所は大橋電停の裏手にあり、浦上川に架かる大橋の直ぐ側にあったが、長崎バスは名称を引き継ぎつつ下大橋の近くに営業所を構えている。大型バス路線は営業所周辺地域を中心に長崎市北部の一部路線と南部のダイヤランド線を担当する。ミニバス路線は長崎市北部の住吉地区周辺にある高台の住宅街と、幹線道路の国道206号線を結ぶ路線を担当している。
営業所は下大橋バス停から見ると裏通りに位置しており、始発バスは車庫からバス停に移動して乗客を取り扱う。車庫は平面車庫の形式を取っており、営業所建屋の脇のみならず、大橋電停の裏手（旧電鉄バス大橋営業所）と下大橋バス停の脇にも車庫が設けられている。運行路線数は多いが長崎バスの営業所としては中程度の規模であり、運行本数が最も多いダイヤランド線はダイヤランド営業所と共同で運行される。

## 現行路線

### ながさき観光ルートバス
- 長崎原爆資料館（玄関前）→平和公園→浦上駅前→ココウォーク茂里町→銭座町 長崎スタジアムシティ→宝町→長崎駅前（交通広場）→長崎駅前東口→長崎市役所→めがね橋→中央橋→新地中華街→オランダ坂入口→グラバー園（ANA クラウンプラザホテル前）
- グラバー園→松ヶ枝国際ターミナル→オランダ坂入口→新地中華街→浜の町→出島→夢彩都（長崎港ターミナル※）→長崎県庁前→長崎駅西口（運転免許センター前）→長崎駅前（交通広場）→宝町→銭座町 長崎スタジアムシティ→ココウォーク茂里町→浦上駅前→平和公園→長崎原爆資料館

※始発便のみ停車、2便目以降は夢彩都に停車する。
長崎原爆資料館を起点に右回りで循環運行され、長崎市内の観光スポット（原爆資料館・平和公園、めがね橋、長崎新地中華街、オランダ坂、グラバー園・大浦天主堂、出島等）の観光地を結ぶ路線である。運賃は1乗車あたり160円～180円となっており、現金・ICカード・1日乗車券が利用できる。またバスの時刻表はながさき観光ルートバス専用の時刻表が用意されており、8時30分～19時までの間、30分間隔で運行されている。車内放送は日本語だけでなく、英語、韓国語、中国語でも流される。観光ルートバスに使用される車両は、中型の専用ラッピングバスで運行されている。2022年9月23日より、長崎駅前（交通広場）に乗り入れるようになった。2023年春のダイヤ改正より、土日祝日のみの運行に変更された。また、2024年10月のダイヤ改正より、観光ルートバスの運行開始当初に停車していた「長崎原爆資料館・平和公園」方面への運行を再開し、路線が延伸された。

### 錦3丁目 - 住吉の杜・住吉台線（ニッキー）
- 錦3丁目 - 西町市場前 - 大橋 - 住吉 - 泉2丁目 - 住吉の杜 - 住吉台
- 錦3丁目→西町市場前→大橋→住吉→泉町公園前→住吉台

長崎市北部の住吉とその西側斜面地にある錦地区を小型バスで結ぶ路線。長崎バス初のミニバス路線で、住吉線は2001年（平成13年）4月6日より、住吉台・住吉の杜線は2002年（平成14年）4月8日より運行を開始した。30分に1本の間隔で運行される。愛称は「ニッキー」。大橋では長崎県営野球場前のバス停に停車する。

### 江平高部 - 百合野病院線（ゆりちゃん）
※は一部の便のみ始発・終点として使用する。
- 江平高部 - 江平2丁目 - 浦上天主堂前 - 本原一丁目 - 昭和町 - 住吉※ - 道の尾 - 百合野入口 - 百合野病院
- 江平高部 - 江平2丁目 - 浦上天主堂前 - 平和町商店街 - 如己堂下 - 本原一丁目 - 昭和町 - 住吉 - 道の尾 - 百合野入口 - 百合野病院

金比羅山西麓の江平地区と、長与町の百合野団地を長崎市北部の住吉を介して結ぶ路線。2003年（平成15年）11月1日より運行を開始した。小型バスで、30 - 40分に1本の間隔で運行される。愛称は「ゆりちゃん」。起終点である百合野病院では、上り下りに関係なく右回りで運行される。江平地区は道路が非常に狭いため、2016年（平成28年）より一部のバス停を標柱ではなく壁面取り付け型に変更している。また、百合野団地内は自由乗降区間である。2015年4月より、全便江平2丁目経由となり、一部便が平和町商店街も経由するようになった。
終点となる停留所は従来「江平中学校前」という名称であったが、江平中学校の閉校に伴う形で令和3年（2021年）のダイヤ改正の際に「江平高部」へと改称された。

### 住吉 - 泉町 - 西崎団地線
- 住吉 - 花丘町 - 泉町公園前 - 泉町 - 道の尾温泉 - 女の都入口 - 西崎団地

長崎市北部の住吉と、泉町、長与町近くの西崎団地（長崎市女の都）を結ぶ路線で、中型バスや小型バスで運行される。元は茂里町営業所の管轄路線であったが、茂里町営業所廃止時に移管された。平日と土曜日は50分に1本、日祝日は60分に1本の間隔で運行される。市街地（長崎駅前方面）へ直接行く事は出来ないが、住吉から市街地を通る路線バスや路面電車への接続路線として機能する。なお、住吉バス停では国道側（始発着はこちら）とチトセピア前の両方のバス停に停車する。

### 下大橋 - ダイヤランド車庫線

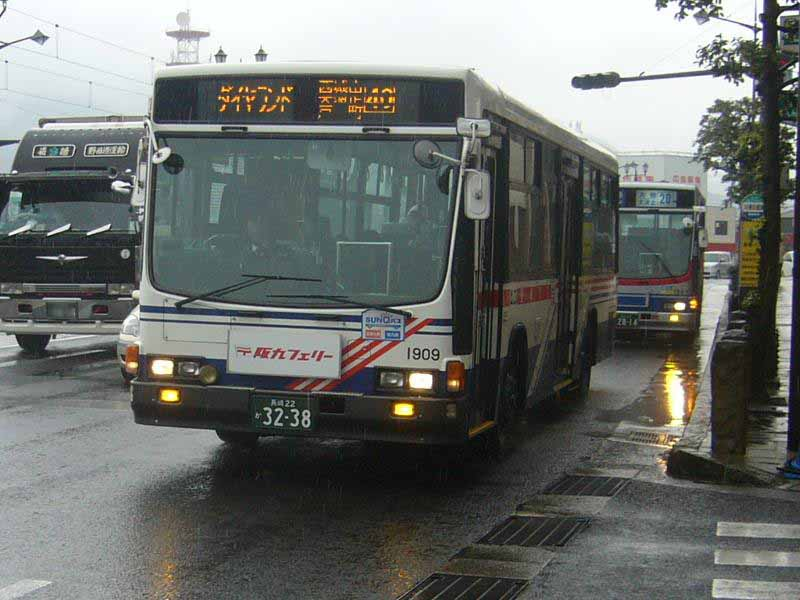
下大橋 - ダイヤランド車庫線

経由番号は、城栄町経由下大橋行が3番、西城山経由下大橋行が4番、ブリックホール経由下大橋行・城山住宅前経由下大橋行・長崎駅前（交通広場）行は番号なし、新地中華街・メディカルセンター行は10番、中央橋行が20番、ダイヤランド車庫行が40番となっている。※は一部の便のみ始発・終点として使用する。 
- 下大橋 - 油木町 - 西城山小学校前 - 梁川公園前 -  ロープウェイ前 - 宝町 - 長崎駅前 - 市役所上 - 中央橋 - 新地中華街 - 浪の平 - 二本松口（戸町）- 新戸町団地 - ダイヤランド車庫
- 下大橋 - 油木町 - 西城山小学校前 - 梁川公園前 - ブリックホール - ココウォーク茂里町 - 宝町 - 長崎駅前 - 市役所上 - 中央橋 - 新地中華街 - 浪の平 - 戸町 - 新戸町団地 - ダイヤランド車庫
- 下大橋 - 油木町 - 城栄町 - 梁川公園前 -  ロープウェイ前 - 宝町 - 長崎駅前 - 市役所上（大波止）- 中央橋 - 新地中華街 - 浪の平 - 二本松口 - 新戸町団地 - ダイヤランド車庫
- 神の島工業団地 - 立神 - 飽の浦 - 稲佐橋 - 宝町 - 長崎駅前 - 大波止（市役所上）- 中央橋 - 新地中華街 - 波の平 - 二本松口 - 新戸町団地 - ダイヤランド車庫
- 下大橋 - 油木町 - 西城山小学校前 - 梁川公園前 - ロープウェイ前 - 宝町 - 長崎駅前 - 市役所上（大波止）- 中央橋※ - 新地中華街（→メディカルセンター※）
- 長崎駅前（交通広場）- 市役所上（大波止）- 中央橋 - 新地中華街 - 浪の平 - 二本松口（戸町）- 新戸町団地 - ダイヤランド車庫
- ダイヤランド車庫→新戸町団地→二本松口（戸町）→浪の平→新地中華街→中央橋→市役所上→長崎駅前→宝町→ロープウェイ前→梁川公園前→城山住宅前→油木町→下大橋

長崎市の中心部を介して、市街地を南北に貫く路線。ダイヤランド営業所と共管となっている。小ヶ倉営業所開設時の1964年（昭和39年）に戸町 - 城山線として開通した後、電鉄バスの路線移譲に伴い1971年（昭和46年）3月1日に西城山への乗り入れを開始した。現在の終点であるダイヤランド地区には1984年（昭和59年）から乗り入れを行なっている。西城山経由は浦上川西側にある若草町・花園町・富士見町・立岩町などの住宅街と中心部を結ぶ路線としても機能している。戸町経由は戸町2丁目の狭い住宅街を通る唯一の路線で、一部に交互通行の区間が存在する。ダイヤランド車庫発下大橋行は新地中華街から銅座町を経由し、ココウォーク茂里町行・神の島工業団地行は新地中華街から十八親和銀行本店前を経由して中央橋方面へ向かう。2022年（令和4年）4月より、戸町・西城山経由の一部路線が日中のみブリックホール経由で運行されるようになった。また、経由番号は2024年春のダイヤ改正まで、長崎駅前（交通広場）行きは7番、新地中華街・メディカルセンター・中央橋行きは全て20番が割り振られていた。
日中は下大橋 - ダイヤランドを結ぶ便が1時間3本 - 7本程度運行される。通勤時間帯には新地中華街・中央橋発着便、城山住宅前経由など、発着地や経由地の異なる便も運行されている。
新地中華街よりも南を走る大橋営業所の路線はこの系統のみ。かつては城栄町経由の路線を戸町・小ヶ倉方面まで運行していたが、2006年の営業所再編で小ヶ倉線は柳営業所へ移管された。

### 立神 - 下大橋・葉山線
※は一部の便のみ始発・終点として使用する。
- 下大橋 - 油木町 - 城栄町 - 梁川公園前 -  ロープウェイ前 - 稲佐橋 - 飽の浦 - 岩瀬道町※ - 立神（ - 神の島一丁目※）
- 虹が丘 - 葉山 -（西町）- 下大橋 - 城栄町 - 梁川公園前 -  ロープウェイ前 - 稲佐橋 - 飽の浦 - 岩瀬道町 - 立神
- 立神→岩瀬道町→飽の浦→稲佐橋→ロープウェイ前→梁川公園→城栄町→下大橋→大橋→住吉→葉山→虹が丘
- 横道→西町→下大橋→城栄町→梁川公園前→ロープウェイ前→稲佐橋→飽の浦→岩瀬道町→立神
- 西城山小学校前→梁川公園前→ロープウェイ前→稲佐橋→飽の浦→岩瀬道町→立神

神の島営業所と共管。三菱重工業長崎造船所がある立神方面と、北部の西町・葉山・大橋地区を地区を結ぶ通勤・通学用の路線で朝夕に運行される。運行本数はやや多めだが、土日祝日や造船所休日の時には極端に運行回数が少なくなる。

### 虹が丘線
経由番号は虹が丘行が番号なし、大波止経由中央橋行が20番、市役所上・めがね橋経由中央橋行は26番である。
- 中央橋 - 市役所上（大波止）- 長崎駅前 - 宝町 - ココウォーク茂里町 - 大橋 - 西町 - 葉山 - 虹が丘

長崎市の中心部と、ベッドタウンである北部の葉山・虹が丘を西町経由で結ぶ路線である。大橋まで1番系統と同じ国道206号線を通り、大橋交差点から国道を逸れて長崎本線（長与経由 旧線）の西沿いの狭い住宅街へと入り込む。電鉄バスが1961年（昭和36年）に葉山までの路線を開通させた後、電鉄バスから移譲を受けて1971年（昭和46年）3月1日に運行を開始し、1984年（昭和59年）4月に岩屋町 - 滑石線が完工した後、同年8月1日に虹が丘へ延伸した。路線授受当初は大橋 - 岩屋橋 - 西町の経路で運行されていたが、1974年（昭和49年）に大橋 - 下大橋 - 西町間で運行を開始し、現在は全便下大橋を通過（下大橋は橋を渡るのみでバス停自体には止まらない）する形で運行されている。日中は、20分に1本の間隔で運行される。経由番号は2024年春のダイヤ改正まで、虹ヶ丘行きは2番、中央橋行きは全て20番が割り振られていた。
中央橋では始発と終点の停留所が同じとなっており、バスは中央橋行きがめがね橋経由、虹が丘行きが万才町経由として運行される。

### 大橋 - 虹が丘経由寺川内線
- 大橋 - 住吉 - 葉山 - 虹が丘 - 北栄町 - 寺川内

大橋と、ベッドタウンである北部の滑石地区を住吉・虹が丘経由で結ぶ路線である。虹が丘線で接続されない滑石地区と虹が丘地区、虹が丘地区と住吉地区をそれぞれ結ぶ。中心部と滑石方面を結ぶ路線は桜の里営業所の担当する横道経由がメインとして運行されており、この系統は平日に1往復しかない。

### 江平線
経由番号は下大橋行が8番、新地中華街行が16番、中央橋行が26番である。
- 下大橋 - 如己堂下 - 浦上天主堂前 - 江平町 - 江平高部 - 江平町 - 浦上天主堂前 - 医学部前 - 大学病院前 - ココウォーク茂里町 - 宝町 - 長崎駅前 - 市役所上 - 中央橋
- 下大橋→如己堂下→浦上天主堂前→江平町→江平高部→江平町→浦上天主堂前→医学部前→大学病院前→ココウォーク茂里町→宝町→長崎駅前→市役所上→めがね橋→中央橋→新地中華街（朝のみ運行）

長崎市の市街地を金比羅山の西麓に沿って運行する路線である。旧電鉄バスが1953年（昭和28年）より医学部前経由を、1962年（昭和37年）より江平方面の運行を開始し、長崎バスは電鉄バスから移譲を受けて1971年（昭和46年）3月1日に運行を開始した。ほとんどの便が江平高部に複乗する形で経由する。江平高部は当初江平中学校前という名称だったが、江平中学校の廃校に伴い令和3年（2021年）のダイヤ改正の際に「江平高部」へと改称された。日中は、平日、土日祝ともに30-60分に1本の間隔で運行される。
下大橋発着の方向が西城山・ダイヤランド線と逆になり、始発終点の停留所の方向も逆になる。中央橋では始発と終点の停留所が同じとなっており、バスは中央橋行きがめがね橋経由、下大橋行きが万才町経由として運行される。下大橋行きは3番および4番のロープウェイ前経由とは浦上川を挟み全く異なるルートを通るため、行き先表示下部に「ロープウェイ通りません」の表記がなされており、西城山経由と区別されていた。現在は行先欄に「大学病院」という表示が追加され、区別されている。経由番号は2024年春のダイヤ改正まで、中央橋行きは20番が割り振られていた。一度2024年春のダイヤ改正で下大橋行きは無番となったが、2025年春のダイヤ改正で下大橋行きは番号が復活し、再び8番を名乗るようになった。

## 高速バス

### 県外向け高速バス
- 長崎 - 大分「サンライト号」（昼行高速バス）

長崎県営バス・大分バス・大分交通との共同運行が行われている。長崎バスは運行のみを担当しており、窓口業務は行っていない。

### 空港リムジン
- 長崎空港 - （ながさき出島道路経由）- 新地中華街 - 中央橋 - 長崎駅前ターミナル（長崎県交通会館）- ココウォーク茂里町＜長崎県交通局（県営バス）との共同運行＞

空港線の長崎バス運行便には「エアポートライナー」の愛称が付けられている。2002年（平成14年）5月18日より運行開始。2005年（平成17年）より競合する長崎県営バスと共同運行を開始した。運行開始当初は新地ターミナルから西山バイパスを経由していたが、2004年（平成16年）3月28日より出島道路経由で運行されている。
川平有料道路経由は2012年11月1日より運行を開始し、2013年5月1日より空港始発便を長崎駅前まで延伸した。2016年4月1日からは停車地を増やし、高速道路上のバス停や大村市内にも停車するようになった。
路線開設当初は貸切バス用の車両を改造して空港線用として運用していたが、現在は高速バス用車両で運行されている。また、2012年（平成24年）より新デザインの車両を導入し、新車導入を機に既存車両も新デザインへの変更が行われた。
出島道路経由は1時間に長崎バス1本、県営バス2〜3本が運行され、長崎市内のみの相互利用は出来ない。出島道路経由は空港行きは長崎県交通会館内バスターミナルで乗車扱いを取り扱う。新地中華街バス停ではターミナル内に入らず、空港行き（乗車のみ）は隣接する長崎バスターミナルホテル前に、ココウォーク行きは道路向かい側のNTT前に停車する。